# Midwayøerne
Midwayøerne er to amerikanske øer i øgruppen Hawaii i Stillehavet, som hovedsageligt er kendt fordi der i havet omkring øerne i juni 1942 blev udkæmpet et af de vigtigste søslag i 2. verdenskrig, Slaget om Midway. Øerne blev opdaget i 1859 og indlemmet i USA i 1867.